# Bryum purpureonigrum
Bryum purpureonigrum är en bladmossart som beskrevs av Jean Étienne Duby 1875. Bryum purpureonigrum ingår i släktet bryummossor, och familjen Bryaceae. Inga underarter finns listade i Catalogue of Life.